# Cadoux
Cadoux is een plaats in de regio Wheatbelt in West-Australië.

## Geschiedenis
Ten tijde van de Europese kolonisatie leefden de Balardong Nyungah in de streek.
Landmeter-generaal John Septimus Roe ontdekte de streek in 1836, zeven jaar na de stichting van de kolonie aan de rivier de Swan. De enige kolonisten die de streek tot rond de eeuwwisseling aandeden waren sandelhoutsnijders en de schapenhoeders van de abdij van New Norcia.
In 1913 lobbyde de lokale gemeenschap voor de aanleg van een spoorweg. Toenmalig minister van spoorwegen Philip Collier zegde toe maar de Eerste Wereldoorlog zorgde voor uitstel. Met het vooruitzicht van de komst van de spoorweg vestigden zich in de jaren 1920 mensen in de streek. De spoorweg werd in april 1929 officieel geopend.
Langs de spoorweg werd een nevenspoor aangelegd waaraan in 1929 het dorpje Cadoux werd gesticht. Cadoux werd naar de kolonist vernoemd op wiens grond het dorp werd gesticht. Donald Cadoux sneuvelde in de Eerste Wereldoorlog tijdens de Gallipoliveldtocht. In 1929 opende er een winkel en een jaar later een postkantoor en een gemeenschapszaal. Het eerste schooltje opende in 1933 en werd in 1948 door een nieuw gebouw vervangen.
In 1936 werd aan het nevenspoor een graansilo voor de bulkopslag van graan gebouwd. In 1973 werd een nieuwe graansilo recht getrokken. In 1959 werd een in Cardoux een kerkje geopend door en voor verschillende kerkgenootschappen. Voordien gingen de misvieringen door in de gemeenschapszaal.
In 1979 vond een zware aardbeving plaats in Cadoux. De aardbeving had een kracht van 6,0 op de schaal van Richter en veroorzaakte AU $ 4 miloen schade.

## 21e eeuw
Cadoux maakt deel uit van het lokale bestuursgebied (LGA) Shire of Wongan-Ballidu, een landbouwdistrict. Het is een verzamel- en ophaalpunt voor de oogst van de graanproducenten uit de streek die bij de Co-operative Bulk Handling Group aangesloten zijn.
Cadoux heeft een recreatiecentrum en een basisschool. In 2021 telde Cadoux 56 inwoners.

## Toerisme
Het Flat Rocks Nature Reserve ligt ongeveer 12 kilometer ten noorden van Cadoux. Het betreft een natuurreservaat met een tijdens de Tweede Wereldoorlog door krijgsgevangenen gebouwde dam om water dat van een rots afloopt te verzamelen. De dam kan tot 2 miljoen liter water bevatten. In de rots bevindt zich een 'gnamma hole'.

## Transport
Cadoux wordt door de Wongan Hills-Cadoux Road met Wongan Hills verbonden. Wongan Hills ligt langs de Northam-Pithara Road die de Great Northern Highway met de Great Eastern Highway verbindt. Cadoux ligt 224 kilometer ten noordoosten van de West-Australische hoofdstad Perth, 129 kilometer ten noordnoordoosten van Northam en 61 kilometer ten oostnoordoosten van Wongan Hills, de hoofdplaats van het lokale bestuursgebied waarvan het deel uitmaakt.
De spoorweg die door Cadoux loopt maakt deel uit van het Grain Freight Rail Network van Arc Infrastructure.

## Klimaat
Cadoux kent een koud steppeklimaat, BSk volgens de klimaatclassificatie van Köppen. De gemiddelde jaarlijkse temperatuur bedraagt 18,0 °C en de gemiddelde jaarlijkse neerslag ligt rond 337 mm.

## Galerij

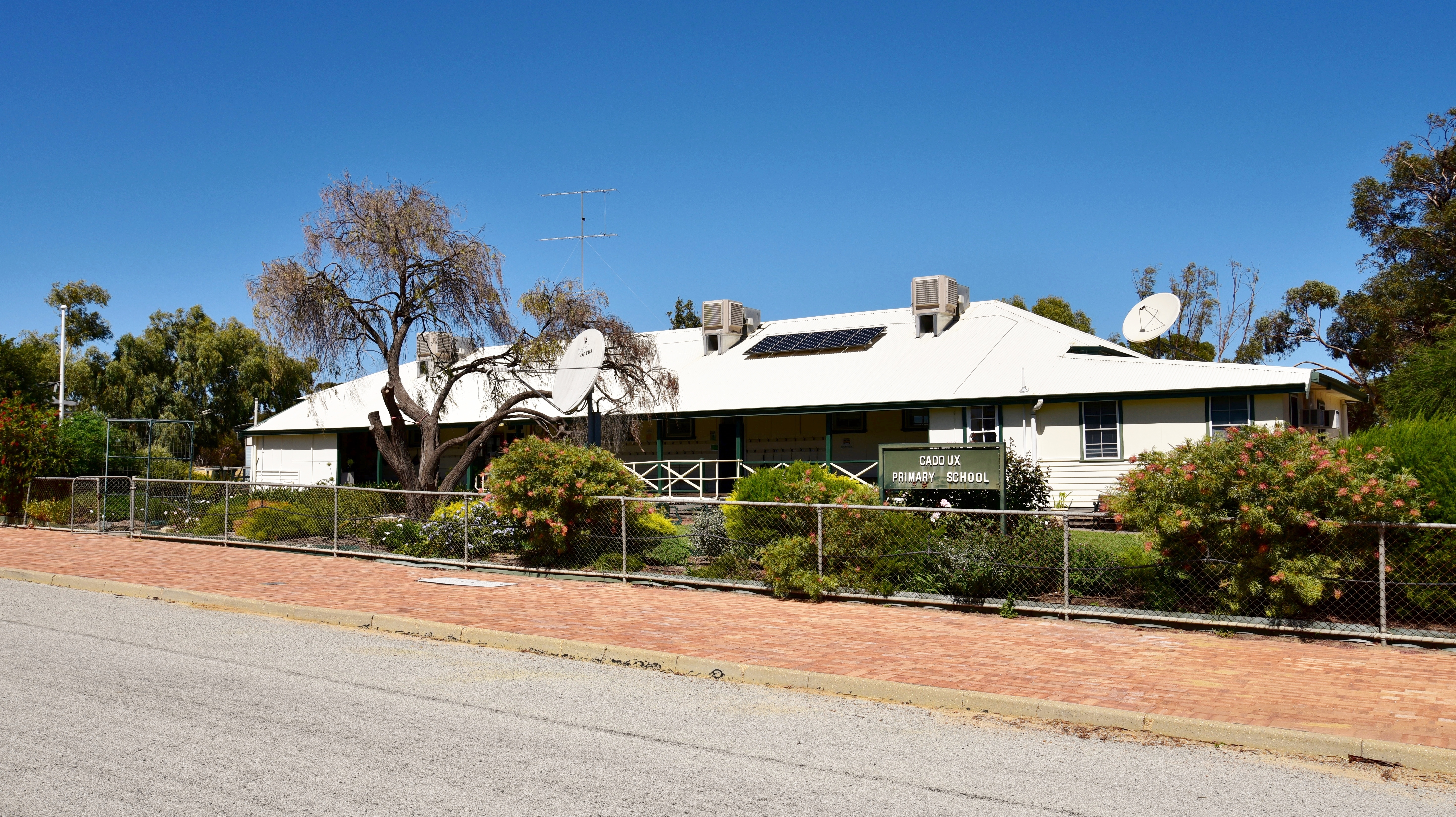
basisschool uit 1948
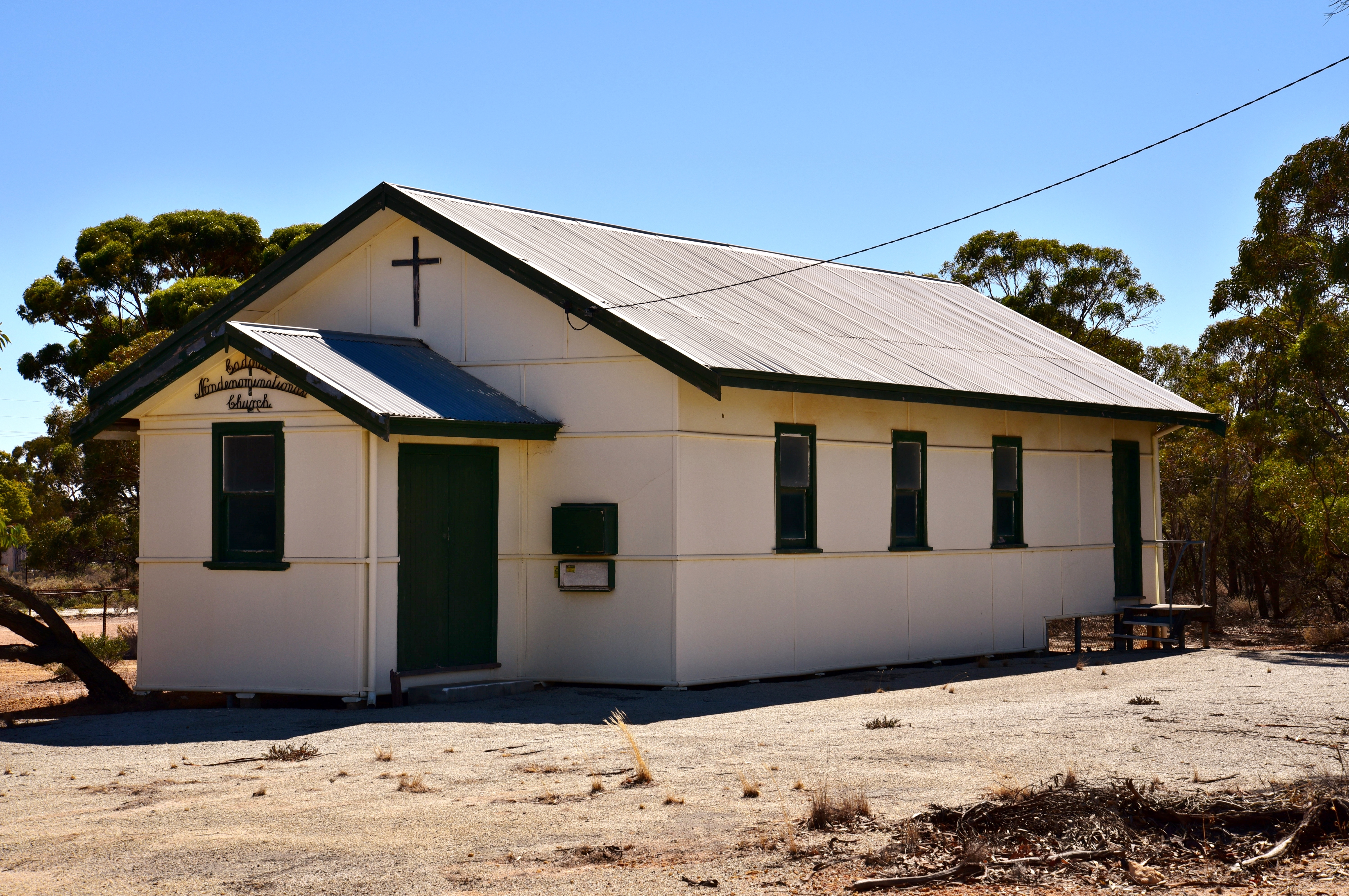
kerkje uit 1959
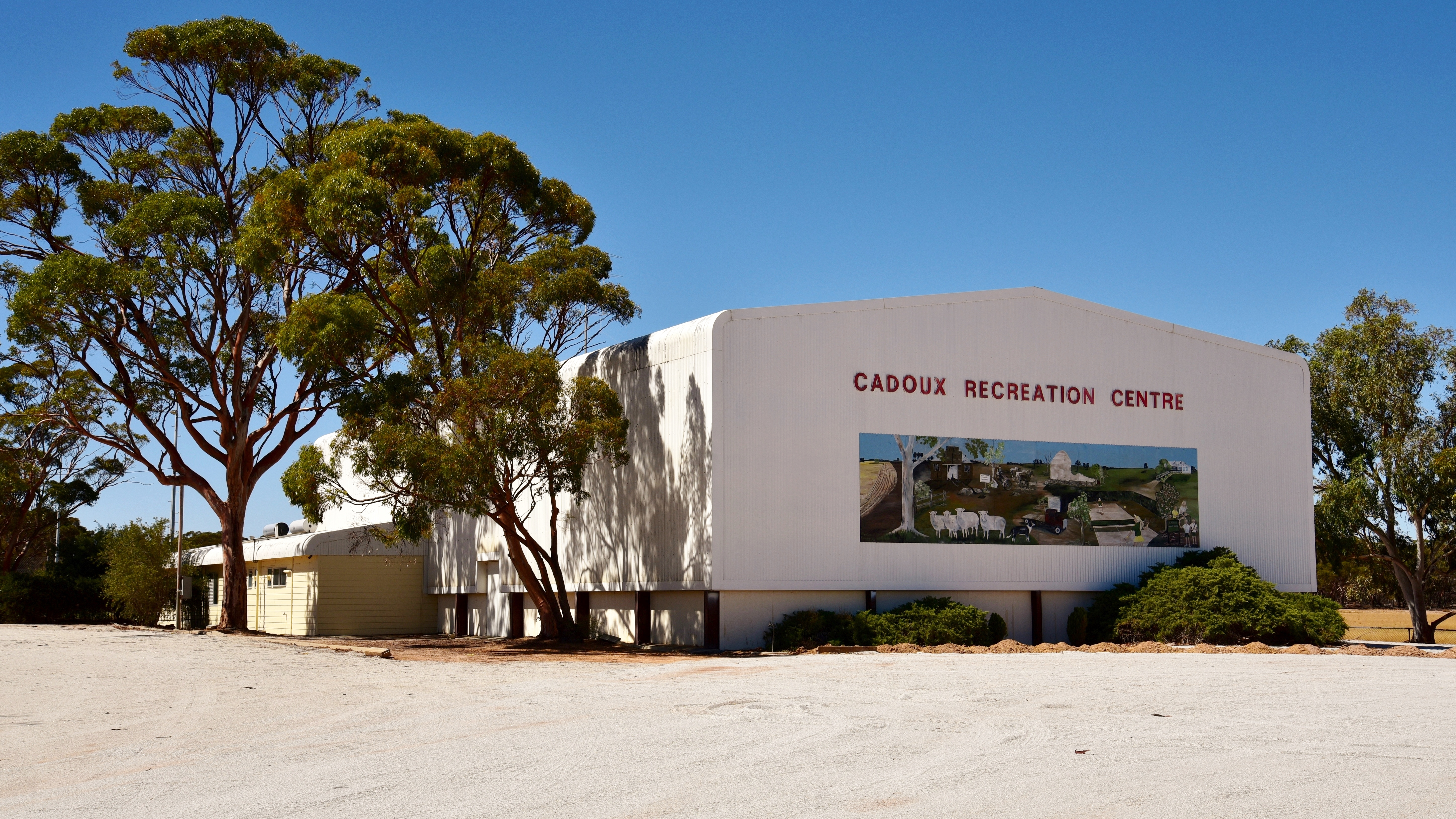
recreatiecentrum

Aldersyde · Amery · Ardath · Arthur River · Baandee · Babakin · Badgingarra · Badjaling · Bailup · Bakers Hill · Balkuling · Ballaying · Ballidu · Beacon · Beenong · Beermullah · Bejoording · Belka · Bencubbin · Bendering · Benjaberring · Beverley · Bilbarin · Bindi Bindi · Bindoon · Bodallin · Bolgart · Bonnie Rock · Boolading · Booraan · Brookton · Bruce Rock · Bullaring · Bullfinch · Bulyee · Bungulla · Buntine · Burakin · Burracoppin · Cadoux · Calingiri · Campion · Caraban · Carrabin · Cataby · Cervantes · Chandler · Chittering · Clackline · Cold Harbour · Congelin · Coomberdale · Copley · Corrigin · Cowcowing · Crossman · Cuballing · Culbin · Cunderdin · Dalwallinu · Dandaragan · Dangin · Darkan · Dattening · Dongolocking · Doodlakine · Dowerin · Dudinin · Dumbleyung · Duranillin · Dwarda · Ejanding · Elabbin · Erikin · Gabbin · Gingin · Goomalling ·  Grass Valley · Greenhills · Guilderton · Gwambygine · Harrismith · Highbury · Hines Hill · Holt Rock · Hyden · Jelcobine · Jennacubbine · Jennapullin · Jitarning · Jurien Bay · Kalannie · Karlgarin · Kellerberrin · Kondinin · Kondut · Koojan · Koolyanobbing · Koorda · Korbel · Korrelocking · Kukerin · Kulin · Kulja · Kulyaling · Kunjin · Kununoppin · Kweda · Kwelkan · Kwolyin · Lancelin · Lake Brown · Lake Grace · Lake King · Ledge Point · Manmanning · Marvel Loch · Meckering · Meenaar · Merredin · Miling · Minnivale · Mogumber · Mokine · Moodiarrup · Mooliabeenee · Moora · Moorine Rock · Moorumbine · Moulyinning · Mount Hardey · Mount Kokeby · Mount Walker · Muchea · Mukinbudin · Muntadgin · Nalya · Nangeenan · Narembeen · Narrogin · New Norcia · Newdegate · Nilgen · Nokaning · North Bannister · Northam · Nukarni · Nungarin · Pantapin · Piawaning · Piesseville · Pingaring · Pingelly · Pithara · Popanyinning · Quairading · Quindanning · Regans Ford · Seabird · Shackleton · Southern Cross · Spencers Brook · Tammin · Tincurrin · Toodyay · Trayning · Varley · Wagin · Walebing · Walgoolan · Wandering · Wannamal · Watheroo · Welbungin · West Dale · West Toodyay · Westonia · Wialki · Wickepin · Wilbinga · Williams · Wongan Hills · Woodridge · Wubin · Wundowie · Wyalkatchem · Yealering · Yelbeni · Yellowdine · Yilliminning · Yerecoin · York · Yorkrakine · Yornaning · Yoting · Youndegin